# 櫛屋町東
櫛屋町東（くしやちょうひがし）は、大阪府堺市堺区にある地名。2024年現在の行政地名は櫛屋町東一丁から櫛屋町東四丁。住居表示は実施済。

## 地理
堺区の中央部に位置する。南東は北花田口町、北西は櫛屋町西、北東は車之町東、南西は戎之町東に接する。北西から順に一丁から四丁がある。

## 歴史

### 沿革
はじめ1 - 5丁、1959年（昭和34年）から1 - 4丁がある。
- 1872年（明治5年）、南糸屋町・蔵屋敷町・櫛屋東大工町・上源町・櫛屋寺町・櫛屋農人町と南御坊前町の一部より、櫛屋町東成立。堺町のうち。
- 1879年（明治12年）、郡区町村編制法施行により、堺区の所属となる。
- 1889年（明治22年）、市制施行により、堺市の所属となる。
- 1959年（昭和34年）、一部を車之町東1 - 3丁に編入し、同時に櫛屋町・車之町東1 - 4丁・戎之町東1 - 6丁の各一部を編入[6]。
- 2006年（平成18年）、堺市が政令指定都市に移行し、行政区を設置。櫛屋町東は堺区の所属となる。

## 世帯数と人口
```
2024年
（令和6年）
9月30日
現在の世帯数と人口は以下の通りである
[
2
]
。
```

| 丁           | 世帯数  | 人口  |
| ------------ | ------- | ----- |
| 櫛屋町東一丁 | 42世帯  | 58人  |
| 櫛屋町東二丁 | 194世帯 | 239人 |
| 櫛屋町東三丁 | 29世帯  | 45人  |
| 櫛屋町東四丁 | 57世帯  | 106人 |
| 計           | 322世帯 | 448人 |

### 人口の変遷
国勢調査による人口の推移。
| 1995年（平成7年）  | 459人 | [ 7 ]  |  |
| 2000年（平成12年） | 407人 | [ 8 ]  |  |
| 2005年（平成17年） | 330人 | [ 9 ]  |  |
| 2010年（平成22年） | 398人 | [ 10 ] |  |
| 2015年（平成27年） | 427人 | [ 11 ] |  |
| 2020年（令和2年）  | 456人 | [ 12 ] |  |

### 世帯数の変遷
国勢調査による世帯数の推移。
| 1995年（平成7年）  | 196世帯 | [ 7 ]  |  |
| 2000年（平成12年） | 217世帯 | [ 8 ]  |  |
| 2005年（平成17年） | 161世帯 | [ 9 ]  |  |
| 2010年（平成22年） | 231世帯 | [ 10 ] |  |
| 2015年（平成27年） | 269世帯 | [ 11 ] |  |
| 2020年（令和2年）  | 301世帯 | [ 12 ] |  |

## 学区
市立小・中学校に通う場合、学区は以下の通りとなる。
| 丁           | 番   | 小学校           | 中学校             |
| ------------ | ---- | ---------------- | ------------------ |
| 櫛屋町東一丁 | 全域 | 堺市立熊野小学校 | 堺市立殿馬場中学校 |
| 櫛屋町東二丁 | 全域 | 堺市立熊野小学校 | 堺市立殿馬場中学校 |
| 櫛屋町東三丁 | 全域 | 堺市立熊野小学校 | 堺市立殿馬場中学校 |
| 櫛屋町東四丁 | 全域 | 堺市立熊野小学校 | 堺市立殿馬場中学校 |

## 事業所
2021年（令和3年）現在の経済センサス調査による事業所数と従業員数は以下の通りである。
| 丁           | 事業所数 | 従業員数 |
| ------------ | -------- | -------- |
| 櫛屋町東一丁 | 13事業所 | 85人     |
| 櫛屋町東二丁 | 15事業所 | 58人     |
| 櫛屋町東三丁 | 9事業所  | 91人     |
| 櫛屋町東四丁 | 12事業所 | 36人     |
| 計           | 49事業所 | 270人    |

## 交通

### 鉄道
- 阪堺電気軌道阪堺線 - 花田口停留場

### 道路
- 大道筋（堺市道大道筋）
- 堺大和路線（大阪府道12号堺大和高田線）

## 施設
- 堺市立殿馬場中学校
- 東本願寺 堺南御坊
- 興覚寺
- 櫛笥寺
- 土居川公園

## 郵便
- 郵便番号：590-0944[3]（集配局：堺郵便局[15]）。

## ギャラリー

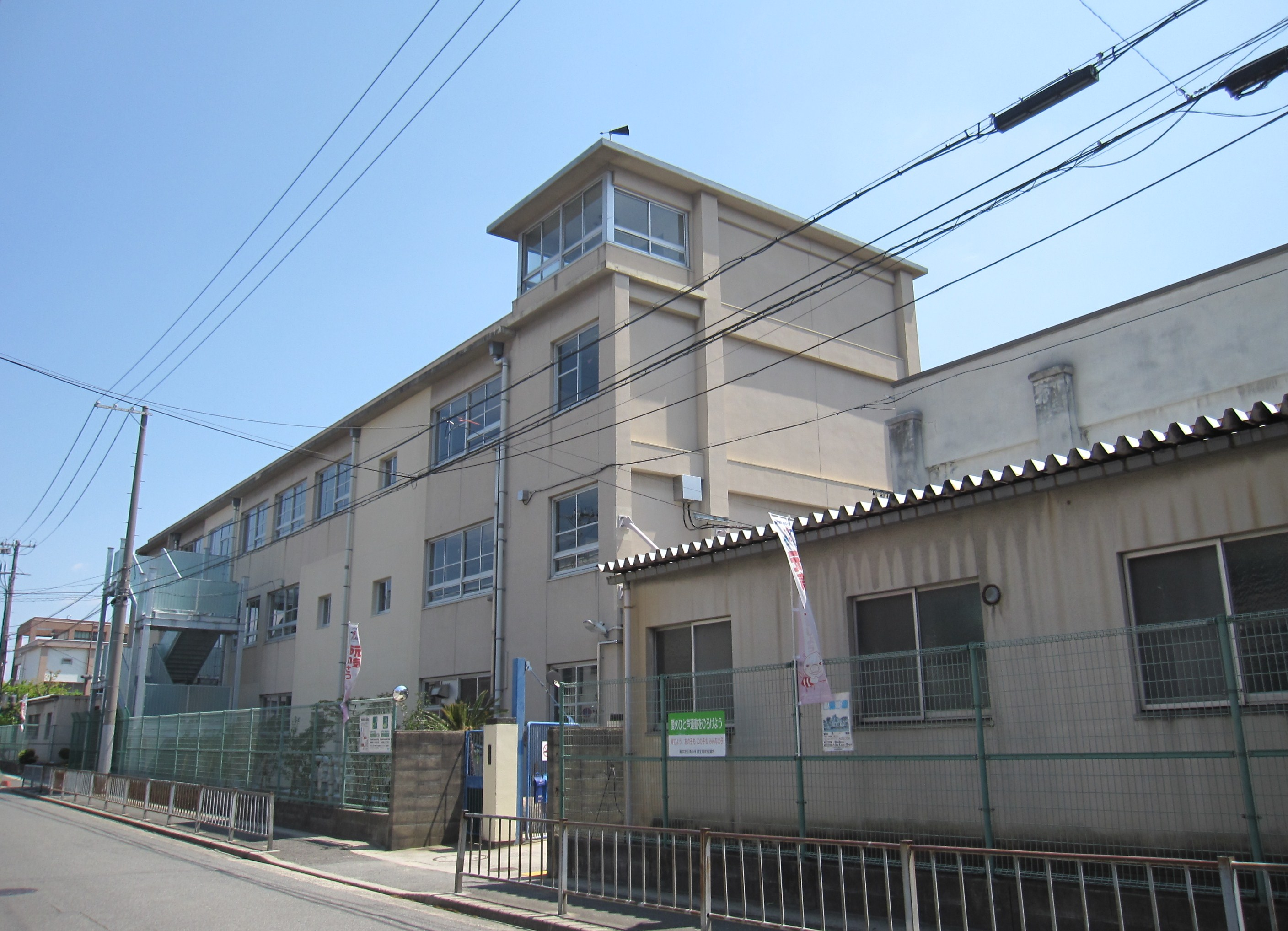
堺市立殿馬場中学校
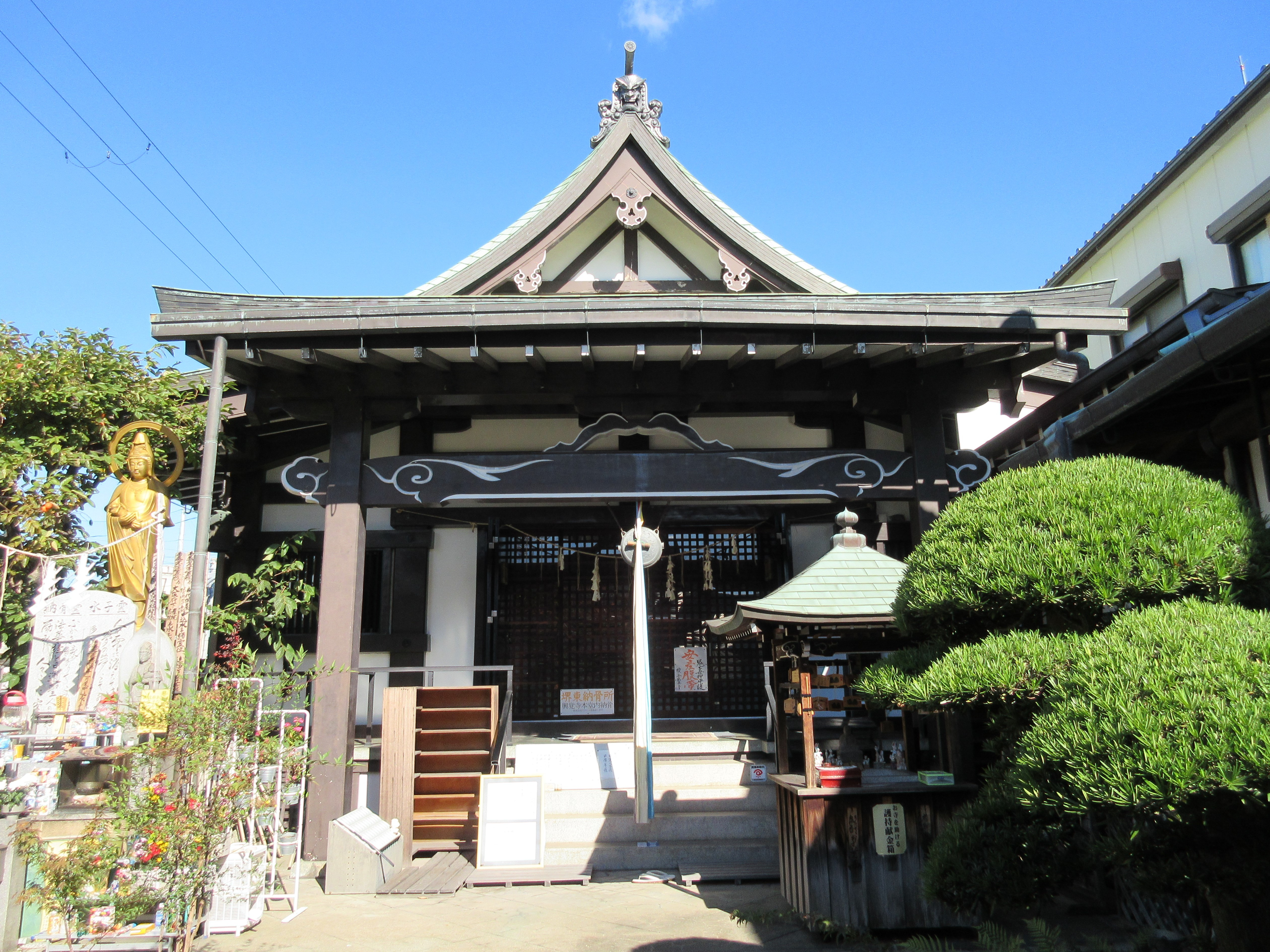
興覚寺
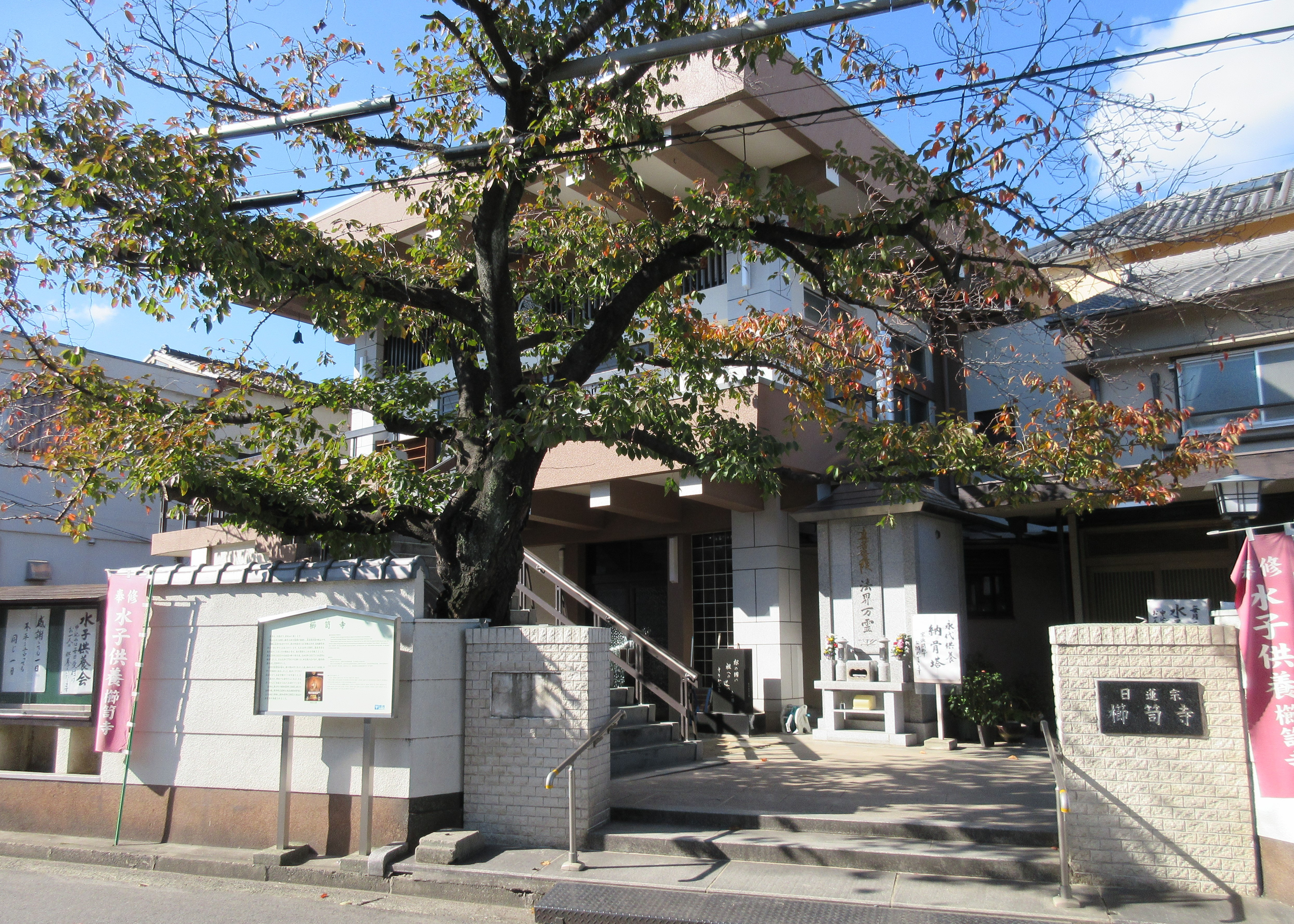
櫛笥寺